# Squatina dumeril
O Squatina dumeril é uma espécie de tubarão do gênero Squatina, família Squatinidae, nativa do noroeste do Oceano Atlântico. Ocorre no leste dos Estados Unidos, no norte do Golfo do México e possivelmente em partes do Mar do Caribe. Esse tubarão que vive no fundo do mar é encontrado em águas costeiras rasas no verão e no outono, e em águas profundas no mar no inverno e na primavera. O corpo achatado do Squatina dumeril e as nadadeiras peitorais e pélvicas aumentadas dão a ele uma aparência de arraia. Há uma faixa de espinhos maiores ao longo do meio do dorso. Sua cor é cinza ou marrom, com pequenas manchas escuras espalhadas. Essa espécie atinge de 1,2 a 1,5 m de comprimento.
A dieta do Squatina dumeril consiste principalmente de pequenos peixes teleósteos e lulas, que são capturados por meio de ataques de emboscada. Essa espécie é vivípara, com os filhotes não nascidos nutridos por suas vesículas vitelinas. As fêmeas têm um ciclo reprodutivo de vários anos e dão à luz de 4 a 25 filhotes na primavera ou no início do verão, após um período de gestação de 12 meses. O Squatina dumeril não é agressivo, mas pode tentar morder se for incomodado ou capturado. Embora não seja valorizado economicamente, ele é capturado como fauna acompanhante na pesca comercial.

## Taxonomia e filogenia
O naturalista francês Charles-Alexandre Lesueur descreveu o Squatina dumeril em um volume de 1818 do Journal of the Academy of Natural Sciences of Philadelphia. Anteriormente, ele havia sido considerado a mesma espécie do Squatina squatina europeu. Lesueur baseou seu relato em um macho adulto de 1,2 m de comprimento capturado no leste dos Estados Unidos e batizou a espécie em homenagem a André Marie Constant Duméril.
A análise filogenética, baseada no DNA mitocondrial, concluiu que o Squatina dumeril e o Squatina californica são espécies irmãs. Os dois, por sua vez, formam um clado com outros tubarões-anjo encontrados nas Américas. A estimativa do relógio molecular cronometrou a especiação do S. dumeril e do S. californica em cerca de 6,1 milhões de anos atrás, por volta da época em que o Istmo do Panamá se formou. O surgimento do Istmo provavelmente dividiu a população ancestral de tubarões-anjo, levando-os a se tornarem espécies separadas.

## Descrição
O Squatina dumeril tem um corpo achatado e moderadamente estreito, com nadadeiras peitorais e pélvicas bem maiores. As dobras de pele ao longo das laterais da cabeça têm margens lisas, sem lóbulos. Os olhos grandes estão posicionados no topo da cabeça e têm espiráculos proeminentes atrás. As narinas têm barbilhos finos e pontiagudos com margens lisas ou ligeiramente franjadas. A boca larga está posicionada na extremidade da cabeça. As mandíbulas contêm 10 fileiras de dentes superiores e 9 fileiras de dentes inferiores em cada lado, com espaços sem dentes no meio. Cada dente tem uma base larga e uma única cúspide pontiaguda com bordas lisas. Há cinco pares de fendas branquiais localizadas nas laterais da cabeça.

As nadadeiras peitorais são largas e angulares com pontas traseiras estreitas; a frente da nadadeira peitoral é separada da cabeça, formando um lóbulo triangular. As duas nadadeiras dorsais são semelhantes em tamanho e formato e estão posicionadas bem atrás no corpo. A nadadeira anal está ausente. O lóbulo inferior da nadadeira caudal é maior do que o superior. Os dentículos dérmicos têm bases arredondadas e três cristas horizontais. Há uma faixa distinta de espinhos maiores ao longo da linha média do dorso, da nuca até o pedúnculo caudal. A coloração dorsal varia de cinza-esverdeado ou azulado a marrom-avermelhado, com manchas pequenas e mais escuras e, às vezes, manchas irregulares; a parte inferior é uniformemente pálida. Essa espécie atinge 1,3-1,5 m de comprimento e pelo menos 16 kg de peso.

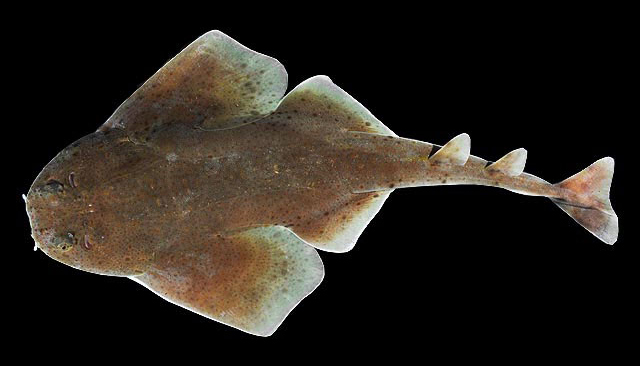
O Squatina dumeril é um tubarão semelhante a uma arraia com um padrão de cor de muitas pequenas manchas escuras em um fundo marrom-acinzentado.
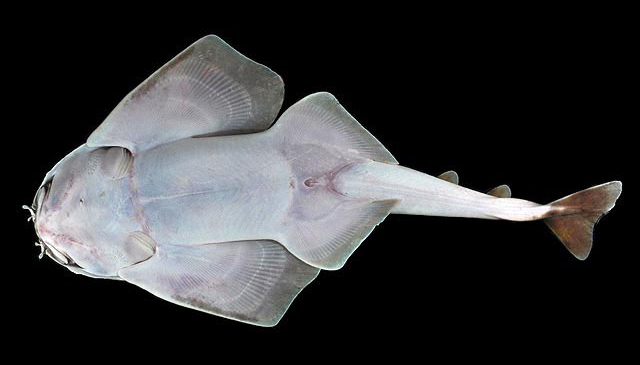
Parte inferior.
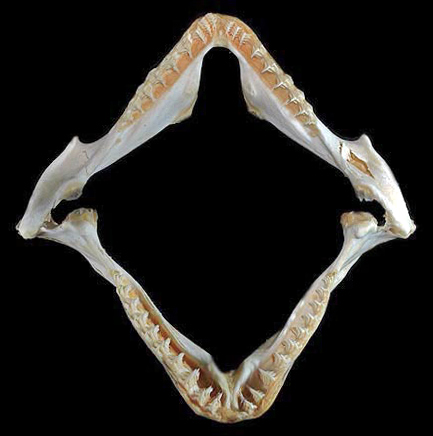
Mandíbula.
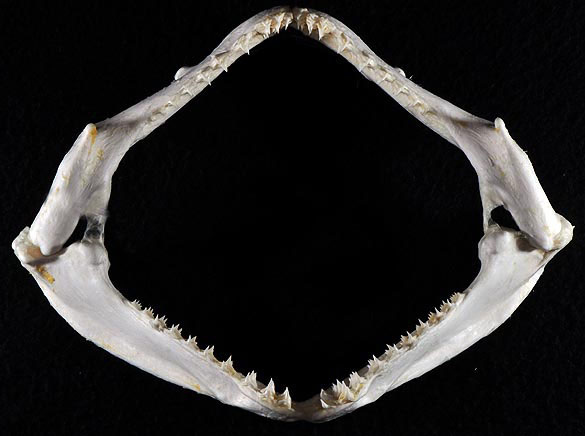
Mandíbula.
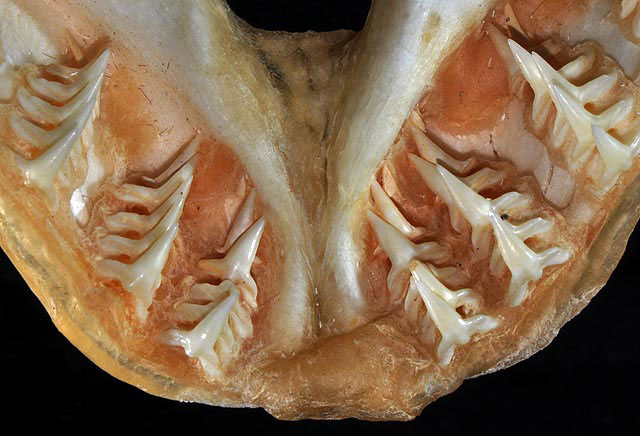
Dentes centrais.
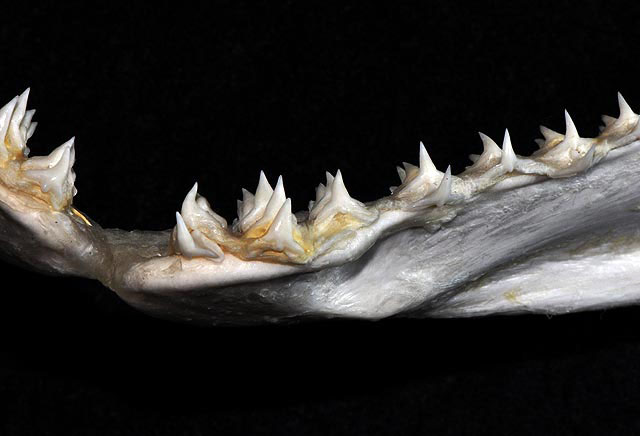
Dentes inferiores.

## Distribuição e habitat
O Squatina dumeril é encontrado no noroeste do Oceano Atlântico, de Massachusetts até Florida Keys, onde é bastante comum. Também ocorre no norte do Golfo do México e há registros adicionais não confirmados de Cuba, Jamaica, Nicarágua e Venezuela. A extensão sul de sua área de distribuição é incerta devido à confusão com o Squatina heteroptera [en] e o Squatina mexicana [en]. Por habitarem águas profundas e devido ao seu baixo valor comercial, o esforço dedicado à coleta de dados é baixo, como acontece com muitas espécies nessas circunstâncias. Embora suas aparências sejam fragmentadas, elas ainda são classificadas em grandes espaços mais amplos devido à falta de pesquisas. Como resultado, as faixas de espécies de tubarões de águas profundas são frequentemente consideradas contínuas em grandes extensões, apesar de os registros de ocorrência, em muitos casos, serem espacialmente fragmentados. Esse tubarão que vive no fundo do mar é encontrado em fundos arenosos ou lamacentos na plataforma continental e no talude continental.
Ao largo do leste dos Estados Unidos, foi documentado que o Squatina dumeril migra sazonalmente. No verão, ele se move em direção à costa para profundidades de menos de 35 m, e muitos podem ser encontrados em águas com apenas alguns metros de profundidade. Durante o outono, ele pode ser encontrado na costa, a uma profundidade de 90 m. No inverno e na primavera, é encontrado ao redor da plataforma continental externa em profundidades superiores a 90 m; foram registrados indivíduos a até 140 km da terra e a 1.290 m de profundidade.

## Biologia e ecologia

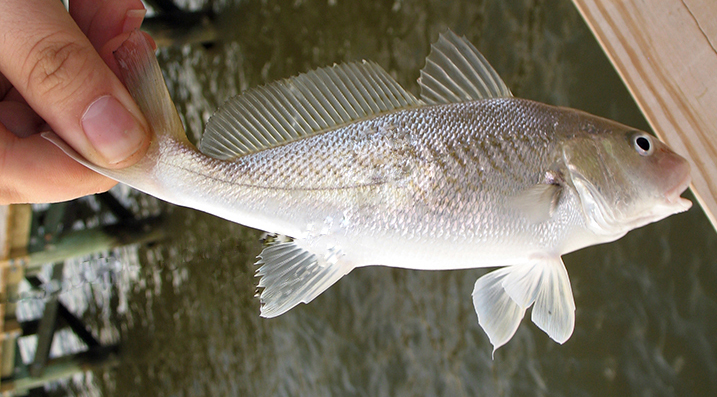
Cienídeos são importantes fontes de alimento para o Squatina dumeril.

O Squatina dumeril é um predador de emboscada que passa muito tempo enterrado no sedimento do fundo. Sua dieta consiste principalmente de peixes teleósteos demersais, como os das famílias Sciaenidae, Mullidae e Stromateidae. No entanto, alguns tipos de peixes demersais, como os carangídeos, raramente são consumidos, talvez por serem mais ativos e, portanto, mais propensos a escapar de ataques. As lulas são uma importante fonte de alimento secundária, principalmente para tubarões menores. Caranguejos, camarões, lacraias-do-mar, rajídeos e bivalves são consumidos com pouca frequência. Essa espécie se alimenta durante o dia e à noite. Ela tende a selecionar presas com aproximadamente 50-60% do comprimento de sua boca; esse tamanho é consistente com o que é previsto pela teoria do forrageamento ótimo para produzir a taxa mais eficiente de retorno de energia. A variedade de presas capturadas é maior no outono e menor no inverno, e os tubarões menores têm uma dieta mais variada do que os maiores. No norte do Golfo do México, as espécies de presas mais importantes são Micropogonias undulatus, Stenotomus caprinus,  Leiostomus xanthurus, Peprilus burti [en], Mullus auratus, Upeneus parvus e Doryteuthis pealeii [en]. A importância relativa de cada um difere entre as estações (por exemplo, a lula é mais importante no inverno), talvez devido à variação sazonal em sua disponibilidade. Um parasita conhecido do Squatina dumeril é o copépode Eudactylina spinula.

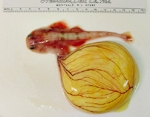
Embrião de Squatina dumeril com vesícula vitelina externa.

Como outros tubarões-anjo, o Squatina dumeril é vivíparo, com os embriões em desenvolvimento sustentados pelo vitelo. As fêmeas maduras têm um ovário funcional, à esquerda, e dois úteros funcionais. O acasalamento ocorre na primavera; os machos adultos têm espinhos nas margens externas de suas nadadeiras peitorais, o que pode ajudar a segurar a fêmea durante a cópula. As fêmeas se reproduzem no máximo uma vez a cada dois anos, talvez mais. O tamanho da ninhada varia de 4 a 25 filhotes e não parece estar relacionado ao tamanho da fêmea. O período de gestação dura aproximadamente 12 meses e o nascimento ocorre entre fevereiro e junho em profundidades de 20-30 m. Os recém-nascidos medem 25-30 cm de comprimento. Os machos e as fêmeas atingem a maturidade sexual com cerca de 93 e 86 cm de comprimento, respectivamente; o fato de as fêmeas atingirem a maturidade em um tamanho menor do que os machos é incomum entre os tubarões.

## Interação com os seres humanos
Embora normalmente não seja agressivo com os seres humanos, o Squatina dumeril pode causar ferimentos graves se for provocado. Seu nome comum se refere ao seu hábito de atacar vigorosamente os pescadores quando é capturado e, mesmo fora da água, é capaz de se lançar para cima para morder. Esse tubarão é capturado como fauna acompanhante em redes de arrasto de fundo operadas por pescadores comerciais que visam outras espécies. É comestível, mas raramente é comercializado. Atualmente, a União Internacional para a Conservação da Natureza (IUCN) classifica essa espécie como pouco preocupante.